# 直接打印
直接打印是一种不需要连接电脑，数码相机与打印机直接连接并打印的技术。直接打印需要数码相机厂商和打印机厂商共同商定通信标准。直接打印的标准有PictBridge和USB Direct Print。
2002年12月2日，六家数字影像巨头佳能、富士、惠普、奥林巴斯、爱普森和索尼联合推出了一个名为直接打印标准（Direct Print Standard，简称DPS）的标准。符合标准的数码相机可以与符合标准的打印机相连，数码相机发送需要打印的图片数据，以及打印条件，打印机收到信息后进行打印。
2003年2月3日，在直接打印标准的基础上，相机和影像产品协会（CIPA）主导形成了影像设备的数码照片方案（Digital Photo Solutions for Imaging Devices，简称PictBridge）。
直接打印与插卡打印（如打印机支持CF卡，SD卡，MMC卡等存储卡）相比，打印的控制是利用数码相机的显示屏在数码相机上进行的，省去了多种存储卡的读卡器，打印机用来进行图片预览和设置参数的显示屏，以及数码图像文件解析和处理（Raster image processing ）等方面的部件，大大降低了打印机的成本。